# Морлак
Морла́к (фр. Morlac) — коммуна во Франции, находится в регионе Центр. Департамент — Шер. Входит в состав кантона Шатле. Округ коммуны — Сент-Аман-Монтрон.
Код INSEE коммуны — 18153.

## География

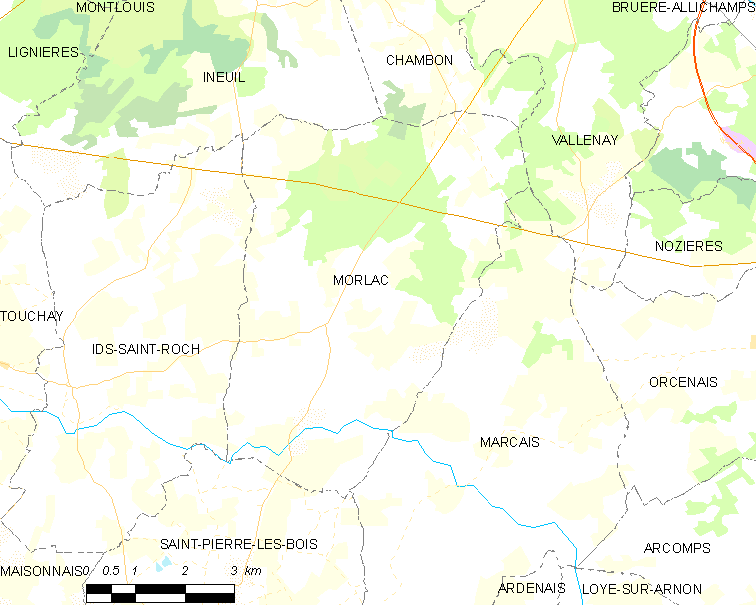
Карта коммуны

Коммуна расположена приблизительно в 240 км к югу от Парижа, в 135 км южнее Орлеана, в 45 км к югу от Буржа.
На юге коммуны протекает река Арнон.

## Население
Население коммуны на 2008 год составляло 342 человека.
| 1962 | 1968 | 1975 | 1982 | 1990 | 1999 | 2008 |
| ---- | ---- | ---- | ---- | ---- | ---- | ---- |
| 409  | 477  | 387  | 314  | 311  | 334  | 342  |

## Администрация
| Период | Период | Фамилия        | Партия | Примечания                          |
| ------ | ------ | -------------- | ------ | ----------------------------------- |
| 2001   | 2008   | Пьер-Ив Монье  |        |                                     |
| 2008   | 2014   | Доминик Дюбрёй |        | президент сообщества коммун Мелюзин |

## Экономика
Основу экономики составляют лесное и сельское хозяйство.
В 2007 году среди 216 человек в трудоспособном возрасте (15-64 лет) 164 были экономически активными, 52 — неактивными (показатель активности — 75,9 %, в 1999 году было 60,3 %). Из 164 активных работали 130 человек (74 мужчины и 56 женщин), безработных было 34 (15 мужчин и 19 женщин). Среди 52 неактивных 13 человек были учениками или студентами, 20 — пенсионерами, 19 были неактивными по другим причинам.

## Достопримечательности
- Церковь Сен-Мартен (XII век)
  - Скульптурная группа «Пьета и два ангела» (XVI век). Исторический памятник с 1919 года[3]
- Руины средневекового аббатства
- Замок Гайар
- Водяная мельница